# Nicholas and Alexandra (opéra)
Ne doit pas être confondu avec Nicholas and Alexandra.
Nicholas and Alexandra est un opéra en trois actes composé par Deborah Drattell sur un livret de Nicholas von Hoffman (en) et créé le 14 septembre 2003 à l'Opéra de Los Angeles.
L'argument relate la fin de vie du tsar Nicolas II.

## Création
L'opéra est créé le 14 septembre 2003 à Los Angeles sous la direction de Mstislav Rostropovich avec le Los Angeles Opera Orchestra and Chorus.

## Distribution
- Czar Nicholas II : Rodney Gilfry
- Empress Alexandra : Nancy Gustafson
- Rasputin : Placido Domingo
- Anastasia : Jessica Rivera
- Alexis : Jonathan Price
- Nagorny : Vitallj Kowaljow
- Empress Maria : Suzanna Guzman
- Contessa Zavolsky : Kate Aldrich